# Minas Morgul (album)
Minas Morgul – drugi album zespołu Summoning, wydany w 1995 roku przez wytwórnię Napalm Records. Nazwa albumu nawiązuje do fikcyjnego miasta-twierdzy ze stworzonej przez J.R.R. Tolkiena mitologii Śródziemia. Nazwy utworów także zostały zaczerpnięte z mitologii Śródziemia.
Po wyrzuceniu Trifixiona muzycy zdecydowali się na programowanie perkusji, co zmieniło charakter ich muzyki.

## Lista utworów
1. Soul Wandering – 2:32
2. Lugburz – 7:15
3. The Passing of the Grey Company – 9:16
4. Morthond – 6:44
5. Marching Homewards – 8:11
6. Orthanc – 1:39
7. Ungolianth – 6:37
8. Dagor Bragollach – 5:05
9. Through the Forest of Dol Guldur – 4:47
10. The Legend of the Master-Ring – 5:27
11. Dor Daedeloth – 10:16

## Twórcy
- Protector (Richard Lederer) – śpiew, gitara elektryczna, instrumenty klawiszowe, programowanie perkusji
- Silenius (Michael Gregor) – śpiew, gitara basowa, instrumenty klawiszowe